# Acartauchenius hamulifer
Acartauchenius hamulifer là một loài nhện trong họ Linyphiidae.
Loài này thuộc chi Acartauchenius. Acartauchenius hamulifer được J. Denis miêu tả năm 1937.